# Esparragosa de Lares
Esparragosa de Lares è un comune spagnolo di 1 132 abitanti situato nella comunità autonoma dell'Estremadura.